# سعید سهراب‌پور
سعید سهراب‌پور (زاده ۱۳۲۲ تهران) استاد دانشکده مهندسی مکانیک دانشگاه صنعتی شریف و عضو حقیقی هيئت امنای پارک فناوری پردیس از شهریور ۱۴۰۳ است. قائم‌مقام سابق بنیاد ملی نخبگان است. وی از سال ۱۳۷۶ تا ۱۳۸۹ رئیس دانشگاه صنعتی شریف بوده‌است. سهراب‌پور دارای مدرک دکترا در رشته مهندسی مکانیک از دانشگاه برکلی در کالیفرنیا در سال ۱۳۵۰ است. وی همچنین عضو پیوستهٔ فرهنگستان علوم بوده و به عنوان چهره ماندگار انتخاب شده‌است. از مسئولیت‌های اجرایی او می‌توان به معاونت عمرانی وزارت بهداشت، درمان و آموزش پزشکی، معاونت عمرانی وزارت فرهنگ و آموزش عالی، ریاست دانشگاه بین المللی امام خمینی و قائم مقام وزارت فرهنگ و آموزش عالی اشاره کرد.
آکادمی ملی مهندسی آمریکا در فوریه ۲۰۱۹ سهراب‌پور را «به خاطر تثبیت دانشگاه صنعتی شریف به عنوان یک مرکز رشد دانشگاهی و پیشرفت آموزش مهندسی و علوم در ایران» به عنوان عضو خارجی خود برگزید.